# Paraboea candidissima
Paraboea candidissima är en tvåhjärtbladig växtart som beskrevs av Brian Laurence Burtt. Paraboea candidissima ingår i släktet Paraboea och familjen Gesneriaceae. Inga underarter finns listade i Catalogue of Life.